# Kåtaholmgrundet
Kåtaholmgrundet (ondiepte bij Kåtaholmen) en is een Zweeds eiland behorend tot de Lule-archipel. Het ligt ten oosten van Kåtaholmen, haar naamgever.
Het eiland heeft geen oeververbinding en is onbebouwd.